# Nazareth (Band)
Nazareth ist eine im Jahr 1968 gegründete britische Hard-Rock-Band aus Dunfermline, Schottland. Gemeinsam mit Formationen der ersten Hardrock-Generation wie z. B. Led Zeppelin, Deep Purple, Uriah Heep und Black Sabbath war die Gruppe maßgeblich an der Prägung des Hard Rock beteiligt und legte auch einen Grundstein für den Jahre später aufkommenden Heavy Metal.
Ihre größten Erfolge feierten Nazareth in den 1970er Jahren mit den Alben Razamanaz (1973), Loud ’n’ Proud (1973) sowie Hair of the Dog (1975) inkl. der Hit-Single Love Hurts. Mit knapp 60 Millionen verkaufter Alben weltweit sind sie neben Simple Minds die international bekannteste schottische Musikgruppe.

## Band

### Vorgeschichte
Im Jahr 1961 gründete Pete Agnew in seiner Heimatstadt Dunfermline die Band The Shadettes, eine Blues/Soul und Rock ’n’ Roll Cover-Band, die hauptsächlich in Pubs und kleineren Clubs aufspielte. Er war zunächst der Lead-Sänger und Rhythmus-Gitarrist der Gruppe und wechselte erst Ende der 1960er Jahre an den Bass. 1963 kam Darrell Sweet als neuer Schlagzeuger hinzu und als im Jahr 1965 Des Haldane, der zweite Lead-Sänger und Rhythmus-Gitarrist, die Band kurz vor einem Konzert verließ, sprang unverhofft Dan McCafferty, der damals noch als Roadie für The Shadettes tätig war, als neuer Sänger ein.

„Ich war der Roadie der Band. Als einer der Sänger beschloss, am Tag eines Auftritts zu gehen, beschlossen die Jungs, es mit mir zu versuchen. Sie hatten mich schon im Van singen gehört. Aber ich musste sofort loslegen, ohne zu proben. Der gelbe Anzug von Des [Haldane], dem Typen, der gegangen war, passte mir fast.“

Seit dem Einstieg von Manny Charlton als Gitarrist im Jahr 1968 tourten The Shadettes dann in der klassischen 4er-Besetzung mit Dan McCafferty (Gesang), Manny Charlton (Gitarre), Pete Agnew (Bass) und Darrell Sweet (Schlagzeug), dem späteren Line-up von Nazareth. Auf Initiative von Charlton wurden nun vermehrt eigene Songs komponiert und in die Setlist eingebunden. Dank intensiver Konzerttätigkeit und regelmäßigen TV-Auftritten gewann die ambitionierte Band zunehmend an Popularität.

### Namensänderung
Die Namensänderung von The Shadettes zu Nazareth erfolgte Ende 1970. Das Quartett saß zu diesem Zeitpunkt in einer lokalen Hotelbar und unterhielt sich über mögliche Bandnamen, als zufällig der Song “The Weight” von The Band mit der Textzeile “I pulled into Nazareth, was feelin' about half past dead” abgespielt wurde. Pete Agnew schlug daraufhin spontan “Nazareth” als neuen Bandnamen vor, welchem alle zustimmten.
Ihren ersten Plattenvertrag erhielten Nazareth vom britischen Label Pegasus Records. Mit finanzieller Unterstützung von Bill Fehilly, der die junge Band damals managte, wagte man am 1. Juli 1971 schließlich auch den Sprung ins Profilager und so kündigte man die sicheren Jobs in der Heimat und übersiedelte in eine Gemeinschaftswohnung nach London. Noch im selben Jahr erschien das vielbeachtete Debütalbum unter eigenem Namen.

„Wir beschlossen, es ein Jahr lang zu versuchen. Wenn es nicht klappen sollte, könnten wir alle einfach wieder arbeiten gehen. Und das tun wir bis heute – jeden ersten Juli ruft entweder Pete oder ich den anderen an und sagt: ‚Hast du Lust, es noch zwölf Monate zu probieren?‘“

Der Durchbruch gelang Nazareth im Jahr 1973 mit dem Album Razamanaz, internationale Erfolge stellten sich mit Hair of the Dog (1975) ein.

## Geschichte

### Die 1970er Jahre: Hard’n’Heavy-Pionierzeit

#### Die AlbenNazarethundExercises
Nazareth tourten zunächst zwei Jahre durch Europa. 1971 wurde das erste Album Nazareth veröffentlicht, ein Rockalbum mit popmusikalischen Einflüssen. Der Einführungstitel Witchdoctor Woman ist ein Hardrock-Stück, ebenso die Ballade Red Light Lady über die verbotene Beziehung eines Stammfreiers zu einer Prostituierten. Fat Man erinnert mit tief gestimmter Gitarre an Black Sabbath und beschreibt mit ironischem Unterton das tragische Leben eines übergewichtigen Menschen, der gemieden und verspottet wird. Die langsame Ballade The King Is Dead beschließt das Album. Arrangiert ohne Schlagzeug, aber mit Streichern, Synthesizer und mehrstimmigem Chorgesang nimmt dieses Stück bis heute eine Ausnahmestellung im Werk der Gruppe ein. Als Singles wurden mit mäßigem Erfolg Morning Dew und Dear John ausgekoppelt.
Die Gruppe arbeitete kontinuierlich weiter und veröffentlichte 1972 Exercises. Auch dieses zweite Album ist von stilistischer Vielfalt und Suche nach einer musikalischen Identität geprägt und vereint Einflüsse aus Rock-, Country- und Folkmusik. Akustikgitarren kommen ebenso zum Einsatz wie Streichinstrumente und Synthesizer. Insbesondere die einleitende Rock-Ballade I Will Not Be Led wird von einem komplexen Streicherarrangement dominiert.
Erste Gelegenheiten, das neue Repertoire auf Konzerten außerhalb Schottlands zu präsentieren, fand die Gruppe im Vorprogramm von Atomic Rooster und Rory Gallagher. Diese frühen Auftritte fanden beim Konzertpublikum wenig Zuspruch. Während der Tour als Vorgruppe von Rory Gallagher kam es sogar zu Auseinandersetzungen mit dessen Anhängern, wie Bassist Pete Agnew im Juni 2004 rückblickend erzählte. Als wegen Erfolglosigkeit bereits die Kündigung des Plattenvertrages drohte, nutzte die Gruppe eine letzte von der Plattenfirma eingeräumte Chance und überzeugte Publikum und Kritiker auf einer Tour als Support für Deep Purple. Deren Bassist Roger Glover verließ Deep Purple nach der Tournee vorübergehend, um als Musikproduzent zu arbeiten und bot, beeindruckt von den Bühnenauftritten der Gruppe, Nazareth seine Unterstützung an.

#### Das AlbumRazamanaz
Der kommerzielle Durchbruch gelang Nazareth mit dem von Roger Glover produzierten, im Mai 1973 veröffentlichten Album Razamanaz, mit dem die Gruppe ihren eigenen Stil in einer Symbiose aus Heavy Rock, Rock ’n’ Roll und Blues definierte. Die Musik wurde nun geprägt von den klassischen Rockinstrumenten E-Gitarre, E-Bass und Schlagzeug sowie von der heiseren, häufig kreischenden Stimme von Sänger Dan McCafferty, der während Auftritten regelmäßig auf der Bühne viel Alkohol konsumierte. Erscheinungsbild und Attitüde der Gruppe beschrieben sie als draufgängerische, trinkfeste, lebenslustige Schotten aus der Arbeiterklasse. Roger Glover hatte den harten Rock des Albums roh, direkt und treibend produziert, gleichzeitig eingängigen Gitarrenriffs und virtuosen Gitarrenmelodien viel Raum gelassen und Nazareth so stilistisch in die Nähe von Deep Purple und Led Zeppelin gerückt. Die Musikkritik stellte vor allem eine Nähe zu Deep Purple und deren seinerzeit aktuellen Veröffentlichungen In Rock (1970) und Machine Head (1972) fest. Beispielsweise gilt das gleichnamige Titellied des Albums Razamanaz als Variation des Deep-Purple-Klassikers Speed King vom Album In Rock.
Broken Down Angel, die erste Single des Albums Razamanaz, stieg 1973 bis auf Platz 9 in den britischen Verkaufscharts und wurde damit der erste Top-Ten-Erfolg der Gruppe. Das gelang auch der zweiten Single Bad Bad Boy, die Platz 10 erreichte.

#### Die AlbenLoud ’n’ ProudundRampant
Später im selben Jahr kam das zweite von Roger Glover produzierte Album Loud ’n’ Proud in die Läden. Es enthielt eine Coverversion von Joni Mitchells This Flight Tonight, die sich zum internationalen Charthit entwickelte und in Deutschland Platz 1 der Hitparade erreichte. Das Material war anders produziert als Razamanaz, musikalisch war es jedoch die genaue Fortsetzung. Nazareth beeindruckte beim Eröffnungstitel Go Down Fighting mit einer für diese Zeit sehr hohen spielerischen Geschwindigkeit. 1974 erschien Rampant, ebenfalls von Roger Glover produziert. Der Eröffnungstitel des Albums war ein episch langer Pre-Heavy-Metal-Titel mit dem Titel Silver Dollar Forger. Es fanden sich eine ganze Reihe von Titeln zwischen Heavy Rock und Blues sowie die beiden Balladen Loved and Lost und Sunshine. Als Single wurde die Rock-’n’-Roll-Nummer Shanghai’d in Shanghai ausgekoppelt. Sie blieb, was die Verkäufe angeht, hinter dem Vorgänger This Flight Tonight zurück, der noch weit bis 1974 hinein die Charts dominierte. Beendet wurde das Album durch das Yardbirds-Cover Shapes of Things.

#### Das AlbumHair of the Dog
1975 entschied sich Gitarrist Manny Charlton, den Platz des Produzenten einzunehmen und blieb dies auch für die nächsten fünf Alben. Das erste Resultat war das Album Hair of the Dog, das erfolgreichste Album der Gruppe in den USA. Der ursprünglich geplante Titel Son of a Bitch war der Plattenfirma zu heikel, weshalb das Album in Hair of the Dog umbenannt wurde. Die beanstandete Zeile blieb nur noch im Refrain des Titelliedes enthalten. Das Album wurde zu einem der ersten Referenzalben für den Jahre später aufkommenden Heavy Metal. Das lag nicht nur am Titeltrack, der bis heute von Metal-Gruppen nachgespielt wird, sondern auch an Miss Misery, Changin’ Times und Beggar’s Day, das von Nils Lofgren übernommen wurde. Changin’ Times war mit seiner Struktur so etwas wie ein neuer Black Dog, fiel insgesamt jedoch noch eine Spur aggressiver aus als der vier Jahre ältere Titel von Led Zeppelin. Die auf dem Album ebenfalls enthaltene Ballade Guilty wurde auf der USA-Version des Albums durch die Ballade Love Hurts ersetzt, eine Coverversion eines Stücks der Everly Brothers aus dem Jahr 1960, die in Europa ausschließlich als Single veröffentlicht wurde. Diese führte monatelang die Charts an und wurde der bis heute größte Erfolg für die Band. In Norwegen ist sie mit 61 Wochen in den Charts und 14 Wochen auf Platz 1 die erfolgreichste Single aller Zeiten.

#### Die AlbenClose Enough for Rock ’n’ RollundPlaying the Game

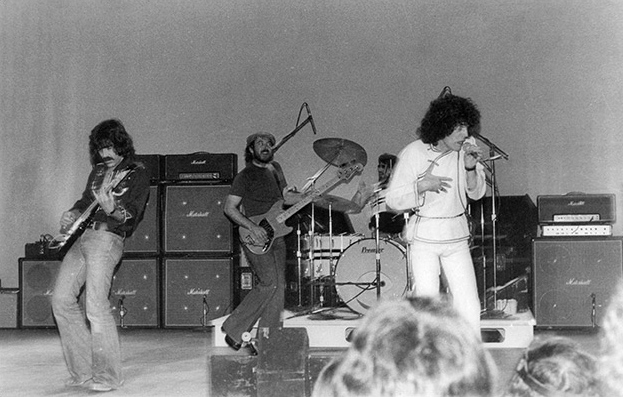
Nazareth am 6. März 1976

Close Enough for Rock ’n’ Roll war das erste 1976er-Album. Das erste Stück Telegram fungierte danach jahrelang als Opener bei Konzerten. Nazareth erzählten in ihren Liedern immer mehr Geschichten über die Schattenseiten des Lebens. Auch das romantische Bild, das viele Außenstehende vom Leben eines Rockstars hatten, wurde beispielsweise in Telegram desillusioniert. Vom Gute-Laune-Schema des Glam-Rocks, in das sie anfangs von ihrem Management hineingepresst werden sollten, grenzten sie sich mit ihrer Attitüde nun ab. Nazareth stellte die Weichen für den Sleaze Rock, in dessen Fußstapfen in den 1980er Jahren viele Hair-Metal-Bands traten. Nicht selten drehte es sich in den Texten Nazareths um brutale Straßenbanden, Kriminalität und Süchte jeglicher Art. So wütend und bitter die Texte einiger Stücke ausfielen, standen sie im krassen Gegensatz zum freundlichen und bodenständigen Auftreten von McCafferty und seiner Bandkollegen in der Öffentlichkeit.
Noch im gleichen Jahr folgte Playing the Game, aus dem der Blues-Song I Want to Do Everything for You und Stücke wie Born to Love, Waiting for the Man oder Somebody to Roll hervorgingen.

#### Das AlbumExpect No Mercy
Ende 1977 erschien das Album Expect No Mercy. Das Album bot größtenteils Heavy-Metal-Songs, denen standen aber auch ein paar AOR-Nummern sowie die Ballade All the King’s Horses gegenüber. Dazu sollte noch darauf hingewiesen werden, dass die Band speziell mit dem Titelsong des Albums sowie Revenge Is Sweet oder Gimme What’s Mine neue Härtegrade definierten und sogar die Grenzen des gerade aufkommenden Heavy Metal einrissen. Man kann bei diesen Songs sogar schon von einem allerersten Impuls für den einige Jahre später aufkommenden Speed Metal sprechen, auf dem dann Bands wie Slayer aufbauen konnten. Gerade bei Revenge Is Sweet spielte Schlagzeuger Darrell Sweet vielleicht den ersten Blastbeat der Musikgeschichte. Kentucky Fried Blues und New York Broken Toy sind groovende Mid-Tempo-Nummern, die ihre Aggressivität durch Dan McCaffertys Reibeisenstimme entfalten. Hit-Singles gingen aus diesem Album nicht hervor. Allerdings entdeckte Nordamerika die Gruppe immer mehr. Das Albumcover von Frank Frazetta zeigt zwei sich mit einem Schwertkampf duellierende Monster.

#### Das AlbumNo Mean City
Gegen Ende 1978 wollte die Gruppe ihren Klang durch einen zweiten Gitarristen verstärken. Das Ex-Alex-Harvey-Band-Mitglied Zal Cleminson kam für diesen Posten zu Nazareth. Mit ihm wurde das Album No Mean City veröffentlicht. Der Titelsong beschäftigt sich lyrisch gesehen mit dem Inhalt des gleichnamigen Romans von McArthur und Long aus den 1930er Jahren. Es geht um rivalisierende Jugendgangs in den Gorbals, einem Armenviertel Glasgows, für Dan McCafferty und Pete Agnew, die im Umkreis dieser Großstadt ihre Kindheit und Jugend verbracht hatten, also eine recht persönliche Angelegenheit. Der zynische und pessimistische Unterton, der auch vielen Titeln auf dem Vorgänger Expect No Mercy innewohnte, überlagerte auch viele Kompositionen dieses Albums. Ganz deutlich ragen hier Just to Get into It, Simple Solution und Claim to Fame heraus.
Insbesondere Hair of the Dog, Expect No Mercy und No Mean City gelten als Bestandteil der New Wave of British Heavy Metal, die sich Ende der 1970er aus dem traditionellen Hard Rock entwickelte und maßgeblich von Bands wie Judas Priest und Iron Maiden geprägt wurde. Dan McCafferty verfügte gerade auf diesen Alben über eine schneidende Reibeisenstimme, die oft mit der von Brian Johnson von AC/DC verglichen wird. In ihren ruhigen, balladesken Momenten schwingt in der Stimme von Dan McCafferty dann durchaus ein Hauch von Rod Stewart mit.
Die Motive des Albums No Mean City wurden am häufigsten für Merchandise-Artikel verwendet. Sie zierten jahrelang Hemden, Aufnäher, Mützen, Schirmkappen, Poster usw. Danach erreichte Nazareth die Qualität dieser Alben nie wieder, da sich ab 1980 der Stil der Gruppe deutlich an seichteren und poppigeren Bereichen orientierte und die Anhänger den rauen und aggressiven Klang der Anfangstage vermissten.

### Die 1980er Jahre – AOR-Jahre

#### Das AlbumMalice in Wonderland
1980 übergab die Gruppe die Produktion an Jeff Baxter von den Doobie Brothers und Steely Dan. Das Ergebnis war das Pop-Rock-Album Malice in Wonderland. Holiday und die Ballade Heart’s Grown Cold verhalfen Nazareth zu Berühmtheit vor allem auf dem US-Markt. Der Titel Fallen Angel knüpfte stilistisch gesehen an den Eröffnungstitel I Will Not Be Led von der Exercises-LP an und verbreitete eine ähnliche Stimmung.
Die USA und in erster Linie Kanada waren zu dieser Zeit die besten Absatzmärkte für die Gruppe, denn Europa besuchte sie einige Jahre nur noch selten. Allein in Kanada verkaufte Nazareth bis dato seit ihrem Bestehen rund 15 Millionen Tonträger und jede ihrer Veröffentlichungen wurde mit einer Goldenen Schallplatte ausgezeichnet. Die Gruppe hatte in diesen Tagen mit dem lauten krachenden Rock von einst nichts mehr im Sinn. Stattdessen versuchte sie, einen weiteren Single-Erfolg durch die Veröffentlichung dutzender in den USA so wirksamer Balladen geradezu zu erzwingen. Nach der Malice-in-Wonderland-World-Tour entschied sich Zal Cleminson, auszusteigen, um eine eigene Gruppe zu gründen.

#### Das AlbumThe Fool Circle
Erneut mit Jeff Baxter wurde 1981 The Fool Circle verwirklicht, das stilistisch dem Album Malice In Wonderland sehr ähnlich war. Ebenfalls 1981 steuerte die Band ihren Song Crazy zum Soundtrack des Zeichentrickfilmes Heavy Metal bei. Mit von der Partie waren bei der musikalischen Untermalung Kollegen wie Black Sabbath, Blue Oyster Cult, Grand Funk Railroad und Cheap Trick.

#### Die AlbenSnazund2XS
Vor der Fool-Circle-Tour kam Billy Rankin, ein junger Gitarrist aus Glasgow zu Nazareth. Ebenso folgte John Locke  – ehemals bei der Gruppe Spirit – an die Keyboards. Aus dieser Tournee entstand das Live-Album Snaz, 1982 erschien bereits das nächste Album 2XS.
Nazareth wurde darauf wieder deutlich rockiger, als bei den beiden Vorgängern, allerdings auch jetzt längst nicht mehr so „heavy“ wie in den 1970er Jahren. Fand damals allgemein eine Art Teilung zwischen „Heavy-Metal“ zum Beispiel mit Iron Maiden, Manowar, W.A.S.P. u.v.m. und „Hardrock“ etwa mit AC/DC, Uriah Heep, Kansas, Styx etc. statt, so schloss sich Nazareth für die nächsten etwa zwei bis drei Jahre nun endgültig der rockig-melodiöseren und weicheren Richtung an. Die Whisky-Rocker von einst wandelten sich unter dem Erfolgsdruck der Plattenfirma immer mehr Richtung Popstars mit einigen rockigen Ansätzen. „Für Heavy Metal-Anhänger zu melodisch, für Pop-Anhänger zu rockig“ war eine gängige Klausel in den Medien, wenn das Thema Nazareth und deren musikalische Unentschlossenheit jener Tage aufkam. Live auf der Bühne präsentierten sie sich nach wie vor als Rocker, wogegen sie auf den LPs friedlich erschienen.
Zum Jahreswechsel 1982/83 erreichte das ständige Veröffentlichen von Rockschnulzen im Sinne des großen Chart-Erfolges seinen Höhepunkt. Dream On kam in die Charts und wurde der erste richtig große Erfolg seit This Flight Tonight und Love Hurts. Der Erfolg der Single untermauerte den Status von Nazareth als USA-taugliche Stadionrock-Gruppe, sollte allerdings auch der letzte internationale Superhit der Gruppe bis heute werden, denn das allgemeine Interesse der großen Medien schwächelte. Allerdings traten die Schotten zu dieser Zeit als erste westliche Musikgruppe in Polen vor knapp 150.000 Zuschauern in einem Stadion auf und waren in Ungarn auf einem Festival vor 120.000 Fans die Headliner. Osteuropa wurde hier erstmals zu einem neuen Standbein für die Band. Das sollte sich direkt nach dem Mauerfall weiter ausbauen.

#### Die AlbenSound ElixirundThe Catch
Schwere Zeiten brachen herein, nachdem Dream On aus den Charts war. John Locke verließ die Band und hinzu kam ein Streit mit der Plattenfirma A&M Records. Über Nacht verschwand ihr Manager, und die Gruppe stand ohne Vertrag da. Schließlich wurde 1983 ein neuer Vertrag mit MCA abgeschlossen. MCA gab sich jedoch nicht viel Mühe, die Gruppe bzw. die Herausgabe des neuen Albums Sound Elixir zu unterstützen. Das war wohl einer der Gründe, warum eines ihrer musikalisch besten Alben international nicht den großen Durchbruch schaffte. Titel wie Whippin’ Boy, Rags to Riches von Sound Elixir sowie Boys in the Band oder Games von 2 x S sprachen vielen Jugendlichen der 1980er aus der Seele und spiegelten textlich den Widerstand gegen das Establishment wider. Stilistisch gesehen ist Sound Elixir vergleichbar mit 2 x S, das heißt, es gab ein paar gute Hard-Rock-Nummern und viel AOR-Material, aber es gab viele Lückenfüller, die das Album nicht über Mittelmaß hinaushievten. Die Anhänger, die noch nicht abgesprungen waren, reagierten oftmals ratlos. Die Ballade Where Are You Now war als direkter Nachfolger von Dream On konzipiert und lief ansatzweise zufriedenstellend, verschwand aber schnell in der Versenkung. Ständiges Herumreisen und die fehlende Unterstützung seitens MCA führten stattdessen schließlich zum Ausstieg von Billy Rankin. Die Gruppe zog nach Hause, um sich eine Ruhepause zu gönnen und veröffentlichte anschließend wieder in Gründungsbesetzung The Catch. Die musikalische Krise war besiegelt, denn dieses Album gilt unter vielen Nazareth-Anhängern als das Schlechteste. Lediglich der enthaltene Titel This Month’s Messiah entwickelte sich zumindest auf Konzerten zu einem Klassiker.

#### Das AlbumCinema
1986 besann sich die Gruppe ihrer alten Tugenden und versuchte an die alten Erfolge beim Hard-Rock-Publikum anzuknüpfen. Auf das gerade fertiggestellten Album Cinema folgte eine Zwei-Jahres-Welttournee, bei der jedoch ein (Musik-)stilistisches Dilemma immer deutlicher wurde: das Publikum war uneins, was von Nazareth zu erwarten sei und demzufolge gespalten. Die Heavy-Anhänger von früher gaben der Gruppe nach ihren stilistischen Ausflügen der letzten Jahre kaum noch eine Chance, während die neuen Anhänger eher gemäßigten Rock erwarteten, mit dem Material auf Cinema kaum etwas anfangen konnten und sich abwandten. Daraufhin zog sich Nazareth 1988 einige Zeit zurück.

#### Das AlbumSnakes ’N’ Ladders
1989 erschien Snakes ’N’ Ladders, ein sehr politisches Album, mit dem sich Nazareth von einer neuen Seite in ihrer langen Karriere zeigte. Die musikalische Krise der letzten Jahre war überstanden und Nazareth präsentierte sich mit diesem Album als gesunde und stimmige Hard-Rock-Gruppe – zwar wieder auf kleinere Klubs abonniert, aber musikalisch geläutert. Das Album war eine typische 1980er Jahre-Platte, auf spezielle Art produziert. Sie passte gut zu den Hair-Metal-Gruppen jener Tage. Politisch ist das Album insofern ausgefallen, als dass Nazareth hier brisante Themen in den Texten aufgriff, wie etwa Menschenhandel (Trouble) oder Prostitution wegen Drogensucht (Donna, Get Off That Crack). Wie an früherer Stelle schon erwähnt, zählt Nazareth zu den ersten Gruppen, die nach dem Mauerfall in den osteuropäischen Ländern auftraten. Dort erlebte sie so etwas wie einen zweiten Frühling, denn durch die Verbreitung von Schwarzaufnahmen war in diesen Ländern ein großes Publikum entstanden, das jahrzehntelang darauf hoffte, die Band live erleben zu dürfen. Dementsprechend zahlreich kamen die Zuschauer zu den Konzerten, und Nazareth füllte dort im Gegensatz zu Westeuropa, wo sie nur noch Auftritte in Klubs bestritten, wieder Stadien. Ebenfalls 1989 wurden einige Produzenten der ARD-Krimireihe „Tatort“ auf die Schotten aufmerksam. Das Stück Winner on the Night ist eine Ballade ähnlich wie Dream On und beendete die Tatort-Folge „Herzversagen“, die im Herbst 1989 erstmals ausgestrahlt wurde. Zur selben Zeit erschien auch die gleichnamige Maxi-Single von Nazareth.

### Die 1990er Jahre bis heute – Rückbesinnung auf die Heavy-Rock-Wurzeln

#### Die AlbenNo JiveundMove Me
Nach einer Russland-Tournee 1990 war die Lage bei Nazareth durch fehlende Unterstützung der Plattenfirma erneut angespannt. Dies veranlasste neben intern immer häufiger auftretende Streitigkeiten das Gründungsmitglied Manny Charlton zum Ausstieg. Er wollte Nazareth wieder einmal kommerzieller, sanfter und chart-orientierter gestalten. Dan McCafferty, Pete Agnew und Darrell Sweet waren sich allerdings einig, dass sie jetzt endgültig beim Hard-Rock mit metallischem Einschlag bleiben würden. Es war klar, dass nur Billy Rankin die Lücke schließen konnte. Sie machten sich sofort an die Arbeit und nahmen Ende 1991 No Jive auf. Dieses Album wirkt weniger überproduziert als sein Vorgänger Snakes ’n’ Ladders und präsentierte sich insgesamt härter. Die 1990er Jahre bedeutete für Nazareth die endgültige Rückbesinnung auf ihre Wurzeln. Der Adult Oriented Rock wurde über Bord geworfen und der Anteil der Balladen auf etwa zwei pro Album reduziert. Harte Metal-Tonfolgen dominieren auf No Jive, insbesondere bei Stücken wie Hire And Fire, Right Between The Eyes und Cry Wolf. Ende 1994 wurde Move Me in Europa von Polydor veröffentlicht und schloss sich stilistisch nahtlos an No Jive an. 1995 verließ Billy Rankin erneut die Gruppe. Er wurde durch den jungen schottischen Gitarristen Jimmy Murrison ersetzt. Neu hinzu kam Ronnie Leahy am Keyboard. Nach ihrer Rückkehr erhielt die Gruppe bei SPV einen Vertrag über drei Alben.

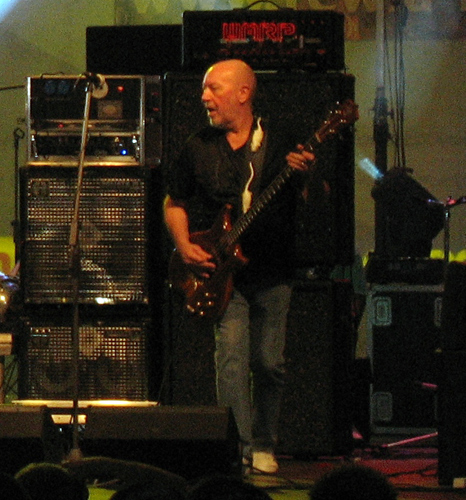
Pete Agnew Rzeszów 2009

#### Die AlbenBoogalooundHomecoming
1998 erschien das Studioalbum Boogaloo und 2002 das Livealbum Homecoming. Am 30. April 1999 kam der Schlagzeuger Darrell Sweet vor einem Konzert durch einen Herzanfall ums Leben. Die Gruppe war geschockt und zog sich für einige Zeit von allen Auftritten zurück. Nach einer Weile beschloss sie, Lee Agnew, den Sohn des Bassisten, als Schlagzeuger aufzunehmen und weiterzumachen.

#### Die AlbenThe Newz,Big DogzundRock’n'Roll Telephone
Die Aufnahmen des Comeback-Albums waren im Herbst 2007 abgeschlossen worden, und seit 29. Februar 2008 ist das Album The Newz im Handel erhältlich. Es handelt sich um ein Jubiläumsalbum – 40 Jahre nach Gründung der Gruppe. Das Album wurde im Rahmen einer Welttournee live vorgestellt. Tourstart war am 25. Januar 2008 in Schweden. Das Album orientiert sich auf den modernen Markt, hat jedoch auch klassische Nazareth Stücke im Repertoire. Es war das erste Studioalbum seit fast 10 Jahren.
Am 15. April 2011 wurde das Album Big Dogz veröffentlicht. Der Fokus lag hier auf sehr reduziertem 1970er-Jahre-Hardrock mit Blues-Einflüssen im Fahrwasser von AC/DC und Rose Tattoo. Die Band wollte Vorwürfe wegen angeblicher Überproduktion vermeiden, die ihr seitens einiger Rezensenten für The Newz gemacht wurden. Man wendete sich bewährten Genrezutaten zu, für die die Band seit Beginn der 70er Jahre bekannt ist. Allerdings sucht man auf diesem Album auch Songs der Marke Liar, Road Trip und Warning vergeblich, mit denen die Band auf The Newz auf modernen Metal zielte, vielmehr wird hier schleppender Blues und nur selten schnell rockender Sound geboten. Für jüngere Heavy Metal-Fans ist dieses Mal weniger Material vorhanden, sondern eher für Hard Rock-Fans alter Schule, die die Band von der ersten Stunde an begleiteten, und das ist der wesentliche Unterschied zum Vorgänger „The Newz“, der in beiden Lagern Anerkennung fand.

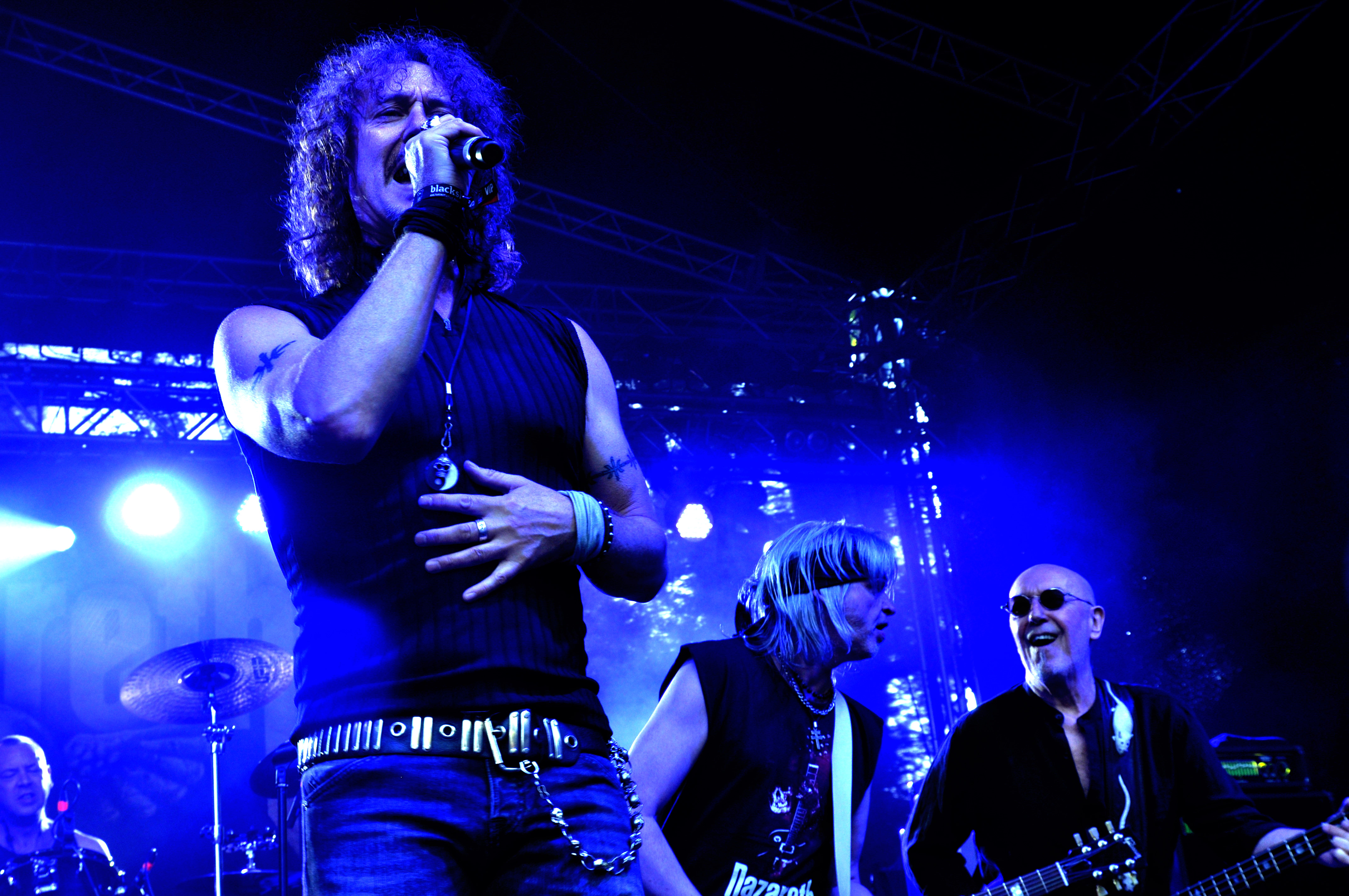
Nazareth beim Blacksheep-Festival 2017

Produziert wurden The Newz und Big Dogz von Yann Rouiller.
Am 28. August 2013 verkündeten Nazareth, dass Dan McCafferty die Band verlassen habe. Als Grund nannte er seinen schlechten gesundheitlichen Zustand. Er musste am Wochenende zuvor ein Konzert in der Schweiz nach drei Liedern abbrechen. Es wurde auch bekanntgegeben, dass McCafferty an einer Chronisch obstruktiven Lungenerkrankung leide. Die Band gab wenige Wochen später bekannt, dass sie das restliche Jahr 2013 eine Auszeit nehmen werde. Anfang 2014 erschien dann ein Album, auf dem Dan McCafferty noch sämtliche Gesangsspuren aufgenommen hatte. 2014 ging die Band mit einem neuen Sänger auf Tour. Im Februar 2014 wurde Linton Osborn als neuer Sänger vorgestellt. Das neue Album der Band, Rock’n’Roll Telephone, erschien Anfang Juni 2014.
Doch früh kam es zu gesundheitlichen Problemen bei Linton Osborn, die ihn im Januar 2015 zum Ausstieg bewogen. Als Nachfolger wurde Carl Sentance (u. a. Krokus) verpflichtet.

#### Das AlbumTattoed on My Brain
Oktober 2018 wurde das Album Tattooed on My Brain über Frontiers Records veröffentlicht. Es folgte die 50th Anniversary Tour die sich über 2018 und 2019 erstreckte, zusammen mit der deutschen Hardrockband Formosa als Support.

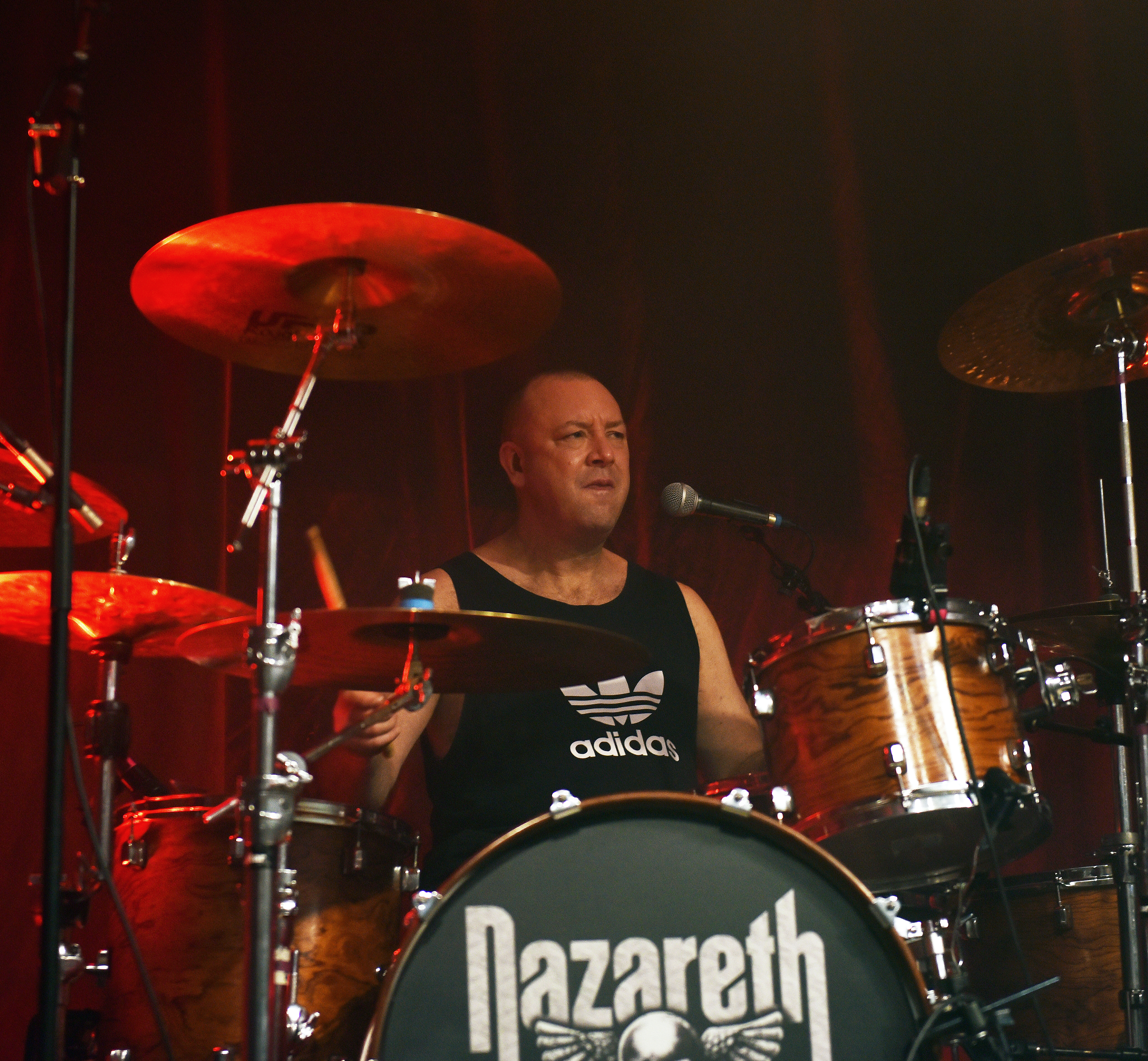
Lee Agnew
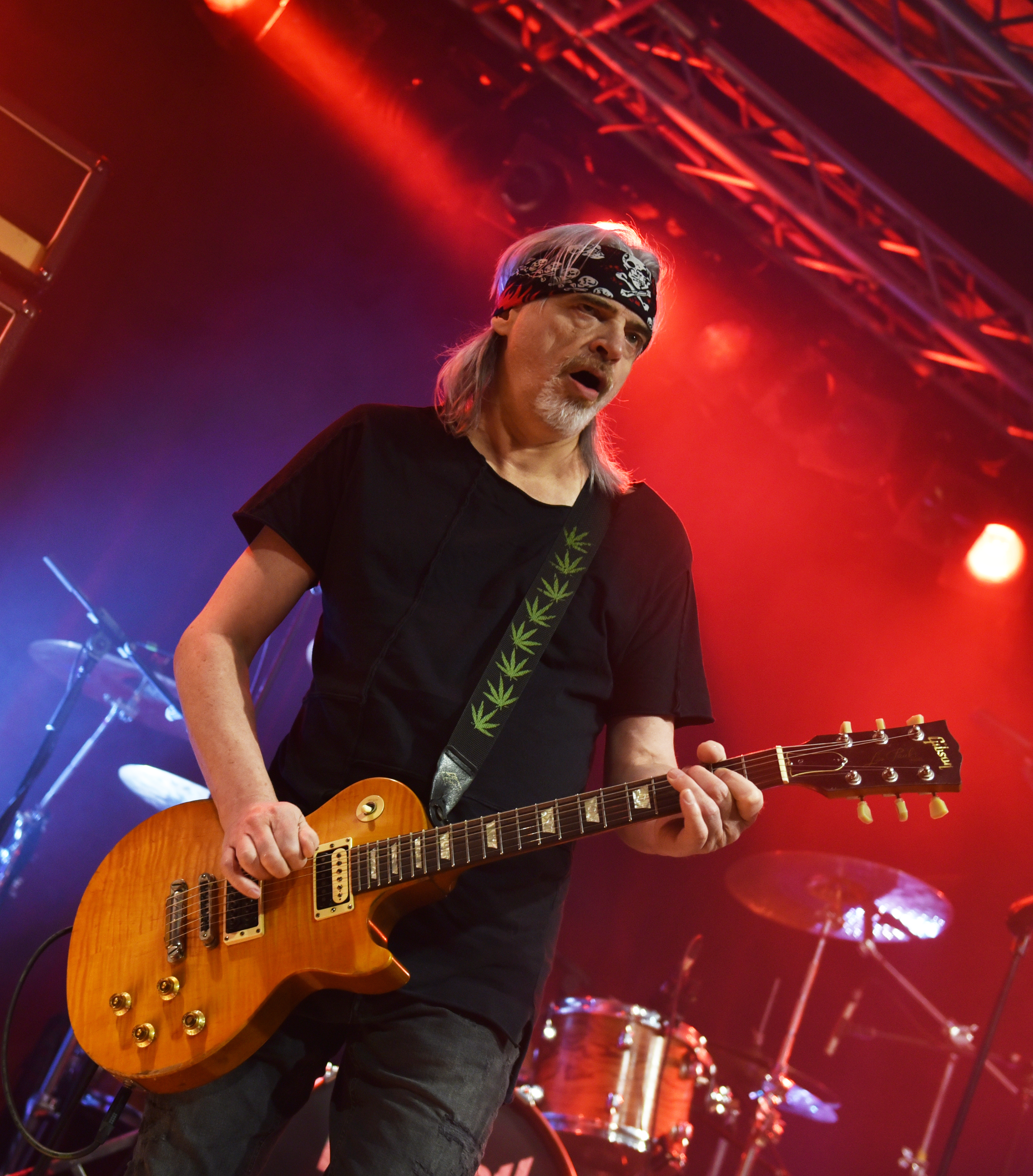
Jimmy Murrison
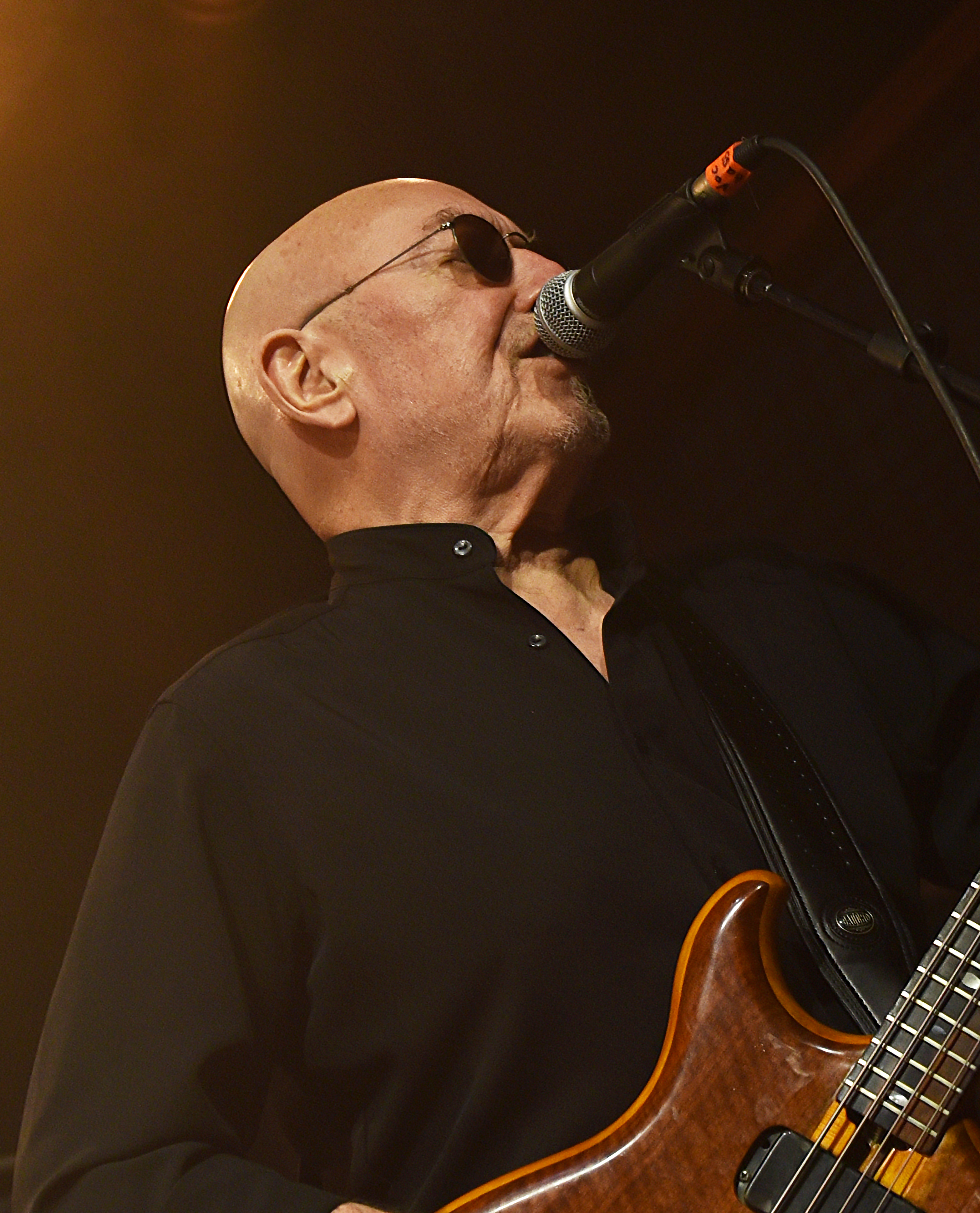
Pete Agnew
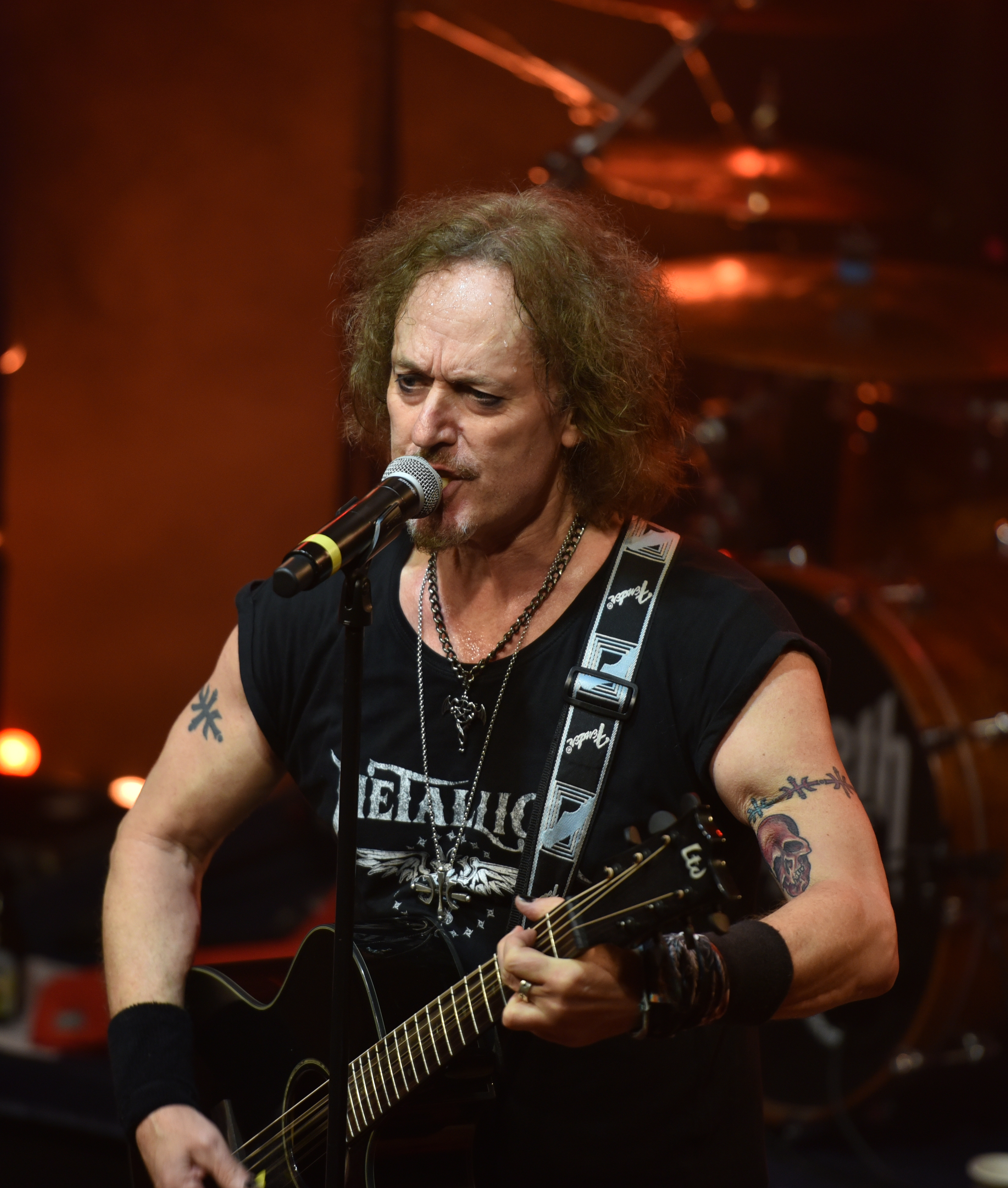
Carl Sentance

Im April 2022 veröffentlichte Nazareth das Album Surviving the Law. Rund drei Monate später starb Manny Charlton mit 80. Am 8. November 2022 gab die Band bekannt, dass Dan McCafferty im Alter von 76 Jahren gestorben ist.

## Einfluss auf andere Gruppen und Musiker
Welchen Einfluss die Gruppe auf spätere Hard-Rock- und Heavy-Metal-Gruppen ausgeübt hat, belegen zahlreiche Wiederauflagen, allen voran wird der Titel Hair of the Dog vom gleichnamigen Album oft nachgespielt. Der Gitarrist Slash von Guns N’ Roses bekannte sich zu ihrem Einfluss, ebenso wie Michael Monroe von Hanoi Rocks. Guns N’ Roses nahmen 1993 eine Version von Hair of the Dog für ihr Album Spaghetti Incident auf, und Michael Monroe coverte während seiner Solokarriere Not Faking It. Des Weiteren haben sich auch schon Warrant und Stonerider des Songs Hair of the Dog angenommen. Metallica spielte beim Bridge-School-Benefit-Konzert in San Francisco am 30. Oktober 2007 ein Akustikset und gaben dabei den epischen Nazareth-Titel Please Don’t Judas Me zum Besten. Paul Speckmann und seine Death-Metal-Band Master lieferten vor einigen Jahren eine Neufassung von Miss Misery.
An der Ballade Dream On versuchten sich Interpreten außerhalb der harten Rock-Szene wie etwa Jeanette Biedermann oder Karel Gott, der eine Version in tschechischer Sprache aufnahm.

## Trivia
Nazareth fielen zu Beginn ihrer Karriere durch eine unangepasste Optik auf. Ihr düsteres Auftreten – ausgewaschene Jeans, Dreitagebärte und zottelige dunkle Haare – missfiel ihrem Management ab 1970, weil es die Gruppe zu dem Zeitpunkt lieber zwischen gerade sehr erfolgreichen Glam-Rock-Gruppen wie Slade, The Sweet und T. Rex platzieren wollte. Also wurden Nazareth mit einem ersten Vorschuss ausgestattet und beauftragt, sich im Londoner Kensington Market mit glamouröser Bühnenkleidung einzudecken. So sieht man speziell auf alten Fotos die Gruppe in mehreren Erscheinungsformen.
Ritchie Blackmore fragte um 1973 nach einem gemeinsamen Auftritt von Deep Purple und Nazareth in deren Kabine nach einem Ersatz für Ian Gillan in Person von Dan McCafferty, worauf ihm Pete Agnew androhte, ihm „ganz einfach sämtliche Knochen zu brechen, da McCafferty ein für alle Mal zu Nazareth gehöre“. In einem Interview vom 6. Mai 2010 führt er aus, dass er von Deep Purple nicht ernsthaft gefragt worden sei.
Nazareth wäre beinahe mit an Bord des Flugzeuges gewesen, mit dem die Gruppenmitglieder von Lynyrd Skynyrd 1977 abstürzten. Beide Gruppen befanden sich zu der Zeit auf einer gemeinsamen USA-Tournee, und die Südstaatenrocker luden die Schotten zu sich ins gruppeneigene Flugzeug ein. Nazareth musste jedoch aufgrund einer Pressekonferenz ablehnen und später hinterherfliegen.

## Diskografie
Studioalben

| Jahr | Titel                          | Höchstplatzierung, Gesamtwochen, AuszeichnungChartplatzierungen (Jahr, Titel, Platzierungen, Wochen, Auszeichnungen, Anmerkungen) | Höchstplatzierung, Gesamtwochen, AuszeichnungChartplatzierungen (Jahr, Titel, Platzierungen, Wochen, Auszeichnungen, Anmerkungen) | Höchstplatzierung, Gesamtwochen, AuszeichnungChartplatzierungen (Jahr, Titel, Platzierungen, Wochen, Auszeichnungen, Anmerkungen) | Höchstplatzierung, Gesamtwochen, AuszeichnungChartplatzierungen (Jahr, Titel, Platzierungen, Wochen, Auszeichnungen, Anmerkungen) | Höchstplatzierung, Gesamtwochen, AuszeichnungChartplatzierungen (Jahr, Titel, Platzierungen, Wochen, Auszeichnungen, Anmerkungen) | Anmerkungen                                                 |
| Jahr | Titel                          | DE | AT | CH | UK | US | Anmerkungen                                                 |
| ---- | ------------------------------ | --- | --- | --- | --- | --- | ----------------------------------------------------------- |
| 1971 | Nazareth                       | — | — | — | — | — | Erstveröffentlichung: 4. November 1971                      |
| 1972 | Exercises                      | — | — | — | — | — | Erstveröffentlichung: 1. Juli 1972                          |
| 1973 | Razamanaz                      | DE48 (4 Wo.)DE | — | — | UK11 (25 Wo.)UK | US157 (13 Wo.)US | Erstveröffentlichung: 14. Mai 1973 Verkäufe: + 100.000      |
| 1973 | Loud ’n’ Proud                 | DE8 (28 Wo.)DE | AT1 (28 Wo.)AT | — | UK10 (7 Wo.)UK | US150 (8 Wo.)US | Erstveröffentlichung: 12. November 1973 Verkäufe: + 100.000 |
| 1974 | Rampant                        | DE11 (24 Wo.)DE | AT1 (28 Wo.)AT | — | UK13 (3 Wo.)UK | US157 (9 Wo.)US | Erstveröffentlichung: 1. Juni 1974 Verkäufe: + 50.000       |
| 1975 | Hair of the Dog                | DE27 (20 Wo.)DE | AT7 (8 Wo.)AT | — | — | US17 Platin · (40 Wo.)US | Erstveröffentlichung: 1. April 1975 Verkäufe: + 1.050.000   |
| 1976 | Close Enough for Rock ‘n’ Roll | DE42 (4 Wo.)DE | — | — | — | US24 (14 Wo.)US | Erstveröffentlichung: 25. März 1976                         |
| 1976 | Play ‘n’ the Game              | — | — | — | — | US75 (9 Wo.)US | Erstveröffentlichung: 13. November 1976 Verkäufe: + 50.000  |
| 1977 | Expect No Mercy                | — | — | — | — | US82 (16 Wo.)US | Erstveröffentlichung: 19. November 1977 Verkäufe: + 50.000  |
| 1979 | No Mean City                   | — | — | — | UK34 (9 Wo.)UK | US88 (14 Wo.)US | Erstveröffentlichung: 13. Januar 1979 Verkäufe: + 50.000    |
| 1980 | Malice in Wonderland           | DE43 (11 Wo.)DE | — | — | — | US41 (19 Wo.)US | Erstveröffentlichung: 17. März 1980 Verkäufe: + 50.000      |
| 1981 | The Fool Circle                | — | — | — | UK60 (3 Wo.)UK | US70 (13 Wo.)US | Erstveröffentlichung: 16. Februar 1981                      |
| 1982 | 2XS                            | DE42 (11 Wo.)DE | — | — | — | US122 (10 Wo.)US | Erstveröffentlichung: 12. Juli 1982                         |
| 1983 | Sound Elixir                   | DE52 (6 Wo.)DE | — | — | — | — | Erstveröffentlichung: 27. Juni 1983                         |
| 1984 | The Catch                      | DE60 (2 Wo.)DE | — | — | — | — | Erstveröffentlichung: 22. Oktober 1984                      |
| 1986 | Cinema                         | — | — | — | — | — | Erstveröffentlichung: 22. Februar 1986                      |
| 1989 | Snakes ’n’ Ladders             | — | — | CH26 (1 Wo.)CH | — | — | Erstveröffentlichung: 18. Juni 1989                         |
| 1991 | No Jive                        | — | AT31 (2 Wo.)AT | CH36 (2 Wo.)CH | — | — | Erstveröffentlichung: 1. November 1991                      |
| 1994 | Move Me                        | — | — | CH36 (2 Wo.)CH | — | — | Erstveröffentlichung: 16. Oktober 1994                      |
| 1998 | Boogaloo                       | — | — | — | — | — | Erstveröffentlichung: 25. August 1998                       |
| 2008 | The Newz                       | — | AT75 (1 Wo.)AT | CH68 (3 Wo.)CH | — | — | Erstveröffentlichung: 31. März 2008                         |
| 2011 | Big Dogz                       | DE73 (1 Wo.)DE | AT55 (1 Wo.)AT | CH70 (1 Wo.)CH | — | — | Erstveröffentlichung: 15. April 2011 Verkäufe: + 20.000     |
| 2014 | Rock ’n’ Roll Telephone        | DE39 (1 Wo.)DE | AT35 (1 Wo.)AT | CH31 (3 Wo.)CH | — | — | Erstveröffentlichung: 3. Juni 2014                          |
| 2018 | Tattooed on My Brain           | DE80 (1 Wo.)DE | AT39 (1 Wo.)AT | CH28 (2 Wo.)CH | — | — | Erstveröffentlichung: 12. Oktober 2018                      |
| 2022 | Surviving the Law              | — | AT68 (1 Wo.)AT | CH10 (1 Wo.)CH | — | — | Erstveröffentlichung: 15. April 2022                        |

grau schraffiert: keine Chartdaten aus diesem Jahr verfügbar